# هارولد جود
هارولد جود (بالإنجليزية: Harold Judd)‏ هو لاعب اتحاد الرغبي أسترالي، ولد في 11 أبريل 1880 في Dawes Point, New South Wales ‏ في أستراليا، وتوفي في 1965.